# Дом Басевича

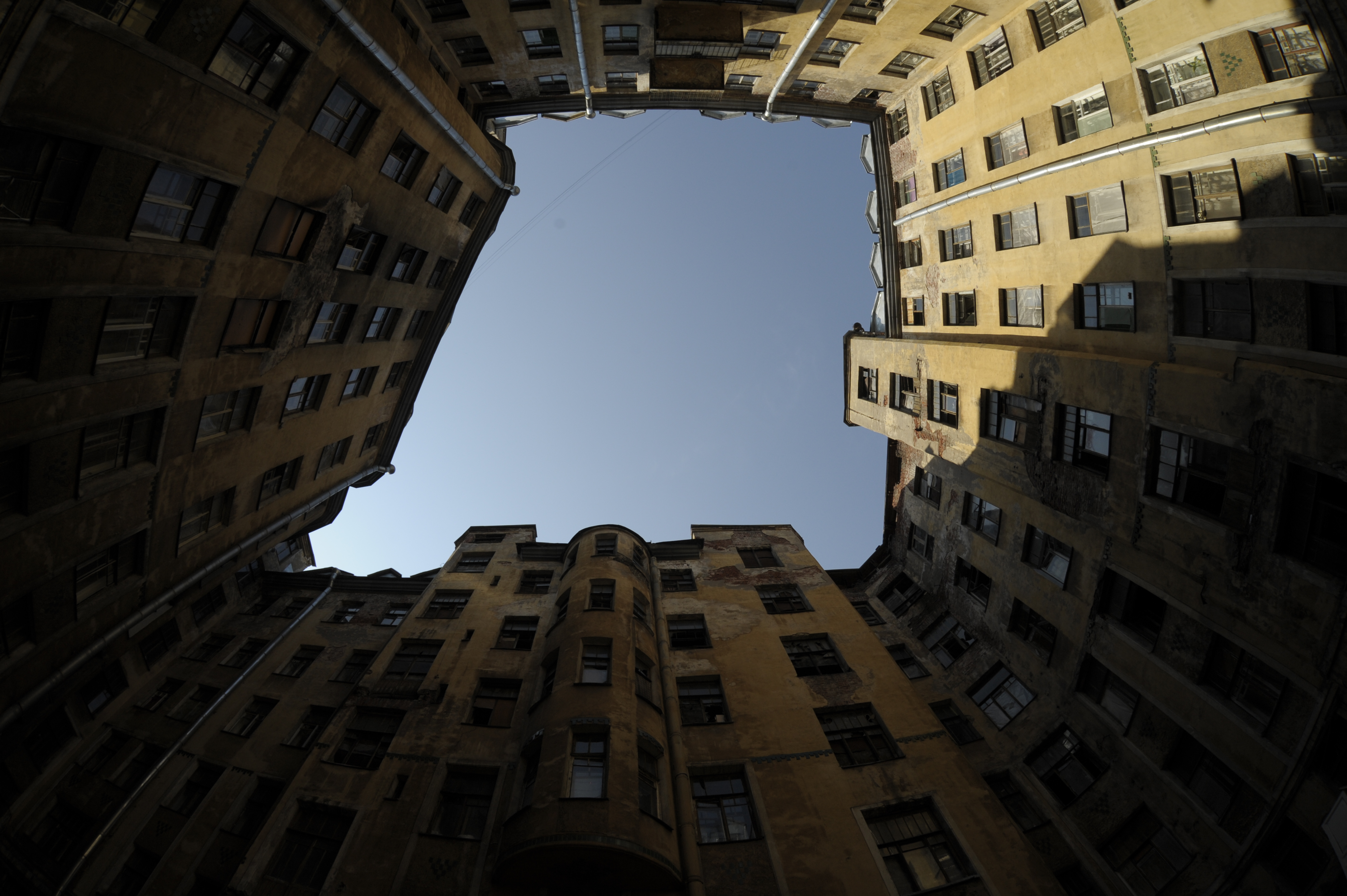
Первый двор-колодец дома Басевича. Фото 2013 г.

Дом И. И. Басевича — историческое здание, расположенное на Петроградской стороне Санкт-Петербурга по адресу Большая Пушкарская улица, дом 7. 
Является предметом одного из крупнейших градостроительных скандалов в Петербурге: хотя в 2014 году здание вошло в городскую программу реконструкции «Молодёжи — доступное жильё», в 2016-м дом отдали театру Бориса Эйфмана под общежитие. Театр решил вместо реконструкции снести здание, оставив только часть фасадной стены до уровня второго этажа, а новостройку расширить за счёт включения земель прилегающего сквера и детского садика. Помешать сносу дома Басевича пытались градозащитники и активисты, которые указывали на намеренное доведение здания до аварийного состояния, выгодного застройщику. В серии судебных исков, однако, градозащитникам не удалось добиться получения охранного статуса для дома.
18 мая 2023 года начался снос нефасадных частей здания.

## История
Доходный дом в стиле модерн был построен в 1912 году для инженера-технолога Иссахара Исааковича Басевича архитектором Алексеем Зазерским. Ансамбль включает в себя лицевой корпус и пять флигелей, между которыми находятся два двора-колодца. На момент сдачи в эксплуатацию дом был одним из самых внушительных и современных в районе. До революции первые этажи занимала строительно-техническая контора Басевича, а верхние — квартиры и комнаты для аренды. После 1917 дом национализировали, квартиры отдали под коммунальное жильё. В одном из помещений работали городские ясли № 42. Дом оставался жилым до на протяжении XX и XXI веков, был признан аварийным в 2007 и расселён в 2008 году, с этого момента пришёл в запустение.

## Угроза сноса
Здание является предметом многолетнего градостроительного скандала: с 2016 года театр Бориса Эйфмана пытается снести дом и прилегающие сквер с детским садом по адресу Большая Пушкарская, 9, чтобы построить общежитие для своих учеников, тогда как градозащитники и ВООПиИК настаивают на полноценной реконструкции исторического объекта. С начала 2013-го в доме произошло свыше 11 пожаров, многие из которых предположительно являются поджогами. Серия судебных исков, обжалований и апелляций по поводу судьбы здания не была завершена вплоть до конца 2022 года. С октября 2022-го дело взял на контроль Следственный комитет.
С 2013 года в обветшавшем здании стали случаться пожары. В 2014 году здание включили в программу «Молодёжи — доступное жильё» и поставили в очередь на ремонт. На тот момент здание было обследовано, признано пригодным к ремонту, были начаты первичные работы, на которые городской бюджет выделил 6,5 млн рублей. В 2016 году по просьбе Бориса Эйфмана администрация города передала дом Басевича его «Академии танца» для приспособления под современное использование. Новый собственник объявил о планах реконструировать здание и организовать общежитие для иногородних учеников академии. Осталось неясным, по какой причине здание исключили из социальной программы жилья для молодёжи и программы капремонта. В начале 2020 года выяснилось, что предложенный проект предусматривает полный снос с последующим «восстановлением фасадов», а также снос и строительство нового здания на месте сквера и детского сада на прилегающем участке.
Внучка Иссахара Басевича, градозащитники и петербургское отделение ВООПИиК направили вице-губернатору Санкт-Петербурга Николаю Линченко запрос с требованием не допустить сноса и пересмотреть проект реконструкции. Жители начали сбор подписей под петицией о сохранении здания, обращались в СМИ, устроили акцию «Спасти дом Басевича» с живой цепочкой вокруг здания. В числе мероприятий, призванных привлечь внимание к судьбе дома и не допустить сноса, активисты устраивали пикеты и даже мотопробег. Под давлением общественности эскиз проекта был отправлен на доработку.
16 сентября 2020 года должны были пройти общественные слушания по новой концепции реконструкции, однако их отменили менее чем за сутки до даты мероприятия. Пересмотренный проект реконструкции также, как и первый, подразумевает снос всего здания, изменение составляет только решение сохранить 5 из 7 этажей лицевого флигеля. Представители театра называют дом Басевича «руинами, поражёнными ядовитой плесенью». Однако по экспертной оценке специалистов ВООПиК, лишь 3 % от наружных стен дома нуждаются в переборке или замене конструкций. По данным экспертизы, заказанной театром Эйфмана, износ здания составляет 70 %. Исполняющий обязанности директора театра Пётр Костышев заявлял в интервью о 76 % аварийности дома. Однако независимое исследование «Центра градостроительных проектов» обнаружило износ фундамента в объёме 40 % и 41,6 % у стен.
В январе 2021 года была обнаружена попытка КГИОП согласовать снос без уведомления общественности: задним числом на сайте было опубликовано положительное заключение с нераскрытым перечнем работ. 11 января 2021 года объединённая пресс-служба судов Санкт-Петербурга уведомила об окончании судебного процесса о незаконности сноса дома Басевича. Автором иска является некий Дмитрий Куклин, ранее не связанный с кампанией градозащитников по охране дома и не известный лично никому из активистов. Этот иск является примером «опережающего обжалования» — лицо, аффилированное с застройщиком инициирует и намеренно проигрывает дело, лишая тем самым возможности активистов оспорить решение суда.
18 мая 2021 года в здании вспыхнул очередной пожар, для тушения были вызваны 6 единиц техники и 32 спасателя. Огонь охватил три этажа, обрушились перекрытия на площади свыше 100 м². 21 мая против театра Эйфмана был подан иск в городской суд за уклонение от прямых обязанностей по содержанию в надлежащем состоянии исторического здания: дом Басевича находится в оперативном управлении театра, однако не защищён от пожаров, не законсервирован, не имеет охраны. Примечательно, что 26 мая 2021 года Борис Эйфман получил звание почётного гражданина Санкт-Петербурга. Только за май 2021 года в доме Басевича прошло три пожара, активисты расценивают их как поджог и попытку оказать давление на защитников здания, поскольку пожары всегда совпадают по времени со слушаниями по проекту или пикетами активистов.
На месте детского сада у дома Басевича, который расположен в непосредственной близости к зданию, для театра Эйфмана планируют построить «спальный корпус для учащихся с залами для занятий хореографией», однако в недавно открытом здании Академии предусмотрено 1734 м² под спальни и 15 залов для хореографии площадью 2371 м². Всего в академии 364 ученика. Согласно данным контрактов на питание, только 10 детей из них — иногородние. Всего театр Эйфмана владеет 34080 м² недвижимости в Петербурге, среди которой 5 «квартир для отдыха артистов» площадью свыше 100 м² каждая на Введенской улице и Каменноостровском проспекте, 2200 м² офисных помещений на улицах Шамшева, Гагаринской и Лизы Чайкиной, построенный за 2,2 млрд бюджетных средств комплекс академии на Большой Пушкарской и т. д. Кроме того, театру принадлежит земельный участок 22240 м² с домом площадью 55 м² в Комарово. Строится также дворец танца на Петроградской стороне, в проектируемом парке Тучков буян.
В начале сентября 2021 года документация на «реконструкцию» для создания «комплекса зданий для нужд СПб ГБПОУ „Академия танца Бориса Эйфмана“ и СПб ГБУК „Академический театр балета Бориса Эйфмана“» прошла очередную экспертизу комитета по строительству, что потенциально противоречит решению суда о прекращении деятельности на объекте. Тем временем, в здании продолжаются пожары: только за июль 2021 дом горел 4 раза.
14 ноября 2021 года случился очередной пожар, площадь возгорания превысила 200 м². На следующий день, 15 ноября, Центр государственной экспертизы одобрил проект приспособления дома под нужды театра Эйфмана. Председатель ВООПИиК Александр Кононов и депутат Борис Вишневский подали в Куйбышевский районный суд иск о признании недействительным положительного заключения. 11 января 2022 года суд назначил новую экспертизу дома.
По состоянию на август 2022 года дом продолжал разрушаться. Чтобы привлечь общественное внимание к проблеме здания, активисты защитного движения запустили акцию «Я/Мы Дом Басевича», которую поддержали даже в других городах. По опасениям градозащитников, здание не выдержит следующую зиму. На дом были по-прежнему наложены запрещающие демонтаж обеспечительные меры, пока в суде рассматривалась апелляция градозащитников, оспаривающих положительное решение КГИОП по проекту реконструкции для театра Эйфмана.
В октябре 2022 года дом получил статус вещественного доказательства в уголовном деле против КГИОП, возбуждённом по требованию Следственного комитета. В середине декабря статус вещдока сняли, однако реконструкция по прежнему запрещена — продолжают действие меры предварительной защиты, наложенные судом при рассмотрении иска градозащитников против заключения КГИОП.
19 января 2023 года коллегия под председательством Игоря Чуфистова в Санкт-Петербургском городском суде вновь признала дом Басевича аварийным и подлежащим сносу, отказавшись рассмотреть результаты независимой экспертизы, проведённой Следственным комитетом в конце 2022 года.
23 января 2023 года замглавы совета по сохранению культурного наследия при губернаторе Петербурга Михаил Мильчик и историк архитектуры Александр Кречмер направили в КГИОП заявление о признании дома Басевича выявленным объектом культурного наследия. До окончания рассмотрения заявки закон запрещает демонтаж здания. Тем временем, 9 февраля 2023-го появилась информация о том, что ООО ПСБ «Жилстрой» выиграло контракт на реконструкцию здания при предложении в 20,6 млн рублей.
17 февраля 2023 года в Градозащитном пресс-центре состоялась конференция, на которой огласили результаты экспертизы состояния дома, проведённой судебно-экспертным центром Следственного комитета. Согласно ей, дом подлежит частичной реконструкции без сноса фундамента и стен, полностью заменить потребуется только внутренние перекрытия, крышу и кровлю, а также окна и лестницы.
27 января Куйбышевский районный суд в очередной раз отклонил иск градозащитников, разрешив Академии Эйфмана проводить строительные работы, а 17 марта 2023 года КГИОП отказался включить дом Басевича в реестр вновь выявленных объектов культурного наследия.

## Реконструкция со сносом большей части здания

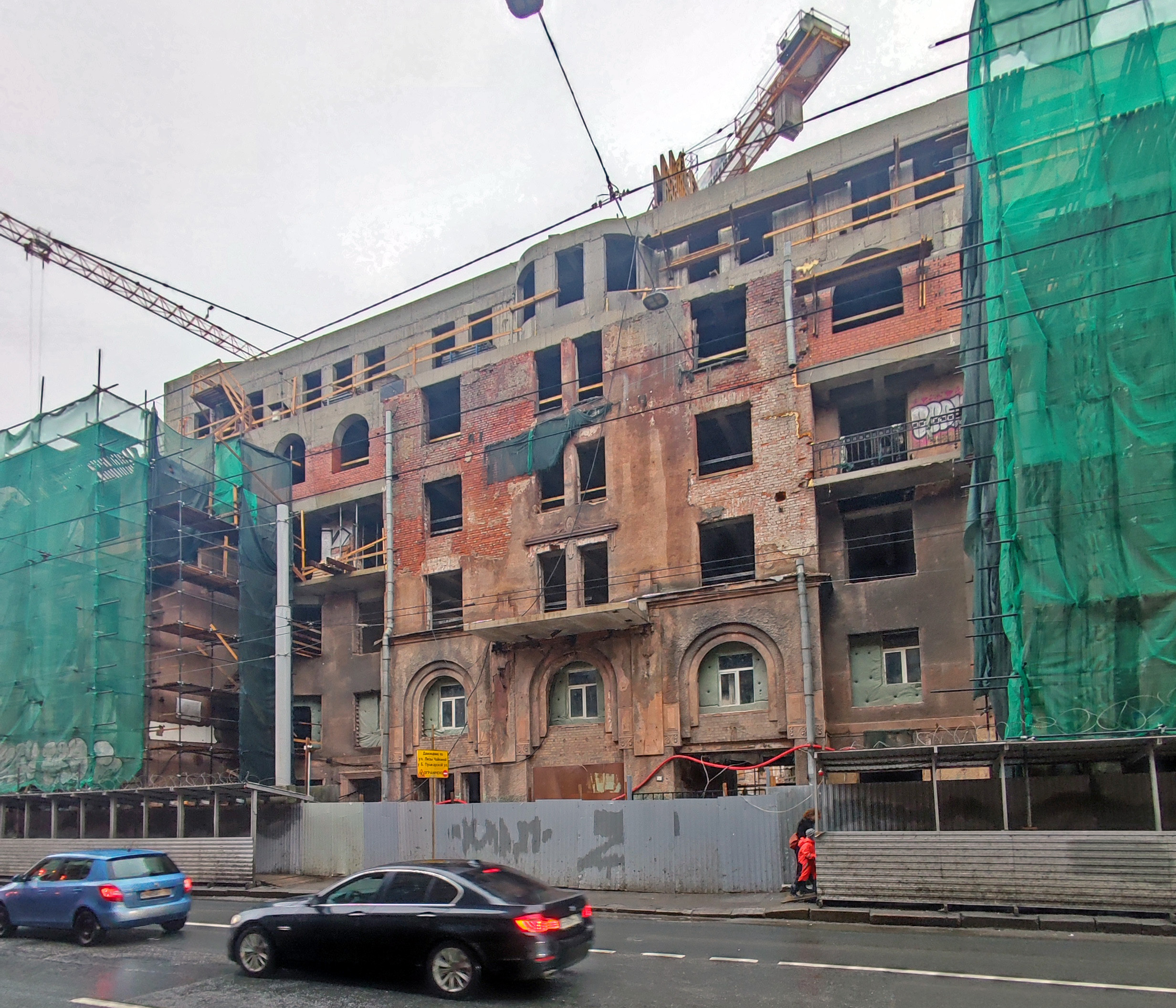
Реконструкция сохранившегося лицевого корпуса дома Басевича. Март 2025 г.

18 мая 2023 г. начался снос дворовых корпусов дома Басевича. Помешать ему пытались активисты, которые выстроились в живую цепь вдоль забора стройплощадки, а также разместились внутри здания. Работа тяжёлой техники привела к обрушениям и вызвала трещины в стенах соседних зданий — № 3 (доходный дом Кирилловых) и № 5 (доходный дом Александрова), которые имеют статус объектов культурного наследия. 
Для реконструкции был сохранён только лицевой корпус. 
Работы по перестройке дома Басевича в общежитие академии Эйфмана планируется завершить в 2026 году.